# Impatiens tuberosa
Impatiens tuberosa là một loài thực vật có hoa trong họ Bóng nước. Loài này được H.Perrier mô tả khoa học đầu tiên năm 1934.